# Michael D. Higgins
Michael Daniel Higgins (en irlandés, Micheál D. Ó hUigínn; n. Limerick, 18 de abril de 1941) es un político irlandés, actual presidente de Irlanda desde 2011. Anteriormente fue parlamentario, ministro de Cultura y presidente del Partido Laborista.

## Biografía
Michael Daniel Higgins nació el 18 de abril de 1941 en Limerick, Irlanda. Su padre, John Higgins, era natural de Ballycar, condado de Clare, y era teniente en la compañía de Charleville del Ejército Republicano Irlandés. John, así como sus dos hermanos Peter y Michael, fueron participantes activos en la guerra de Independencia Irlandesa.
Cuando la salud del padre de John empeoró (en parte debido a su alcoholismo), John envió a Michael —que por aquel entonces tenía 5 años— y a su hermano —con 4 años— a vivir en la granja de su tíos, cerca de Newmarket-on-Fergus, condado de Clare. Sus hermanas gemelas se quedaron en Limerick. Fue educado en la Escuela Nacional de Ballycar y en el St. Flannan's College.
Como estudiante en la Universidad Nacional de Irlanda, Galway, sirvió como viceauditor de la Sociedad Literaria y de Debate de la universidad entre 1963 y 1964, y ascendió al puesto de auditor en el curso 1964-65. También fue presidente de la Unión de Estudiantes de la universidad entre 1964 y 1965. En 1967, Higgins se graduó en la Universidad de Indiana Bloomington (EE. UU.) con un máster en Sociología. También asistió brevemente a la Universidad de Mánchester.
En su carrera académica, fue profesor titular en el departamento de Ciencias Políticas y Sociología en la Universidad Nacional de Irlanda, Galway y fue profesor visitante en la Universidad del Sur de Illinois. Abandonó sus puestos académicos para poder centrarse por completo en su carrera política.

### Presidente de Irlanda
Fue nombrado candidato por su partido a las elecciones presidenciales de 2011 el 19 de junio de 2011 en una reunión del Comité Ejecutivo Nacional y el grupo parlamentario laborista. Había expresado su intención de presentarse en septiembre de 2010 y derrotó a otros 2 candidatos, Fergus Finlay y la exsenadora Kathleen O'Meara. El 29 de octubre de 2011, dos días tras las elecciones presidenciales, Higgins fue declarado el ganador con un total de 1 007 104 votos. Fue reelegido para un segundo mandato en las elecciones de 2018.

## Lenguas
Aparte de inglés, el presidente Higgins domina el gaélico irlandés y tiene un nivel fluido de español, lengua que es capaz de leer incluso en textos complejos. En el verano de 2012 pasó tres semanas matriculado en un curso para extranjeros que organiza la Universidad Internacional Menéndez Pelayo en la ciudad española de Santander a fin de perfeccionar su nivel de castellano como si fuese un alumno más, pese a su condición de jefe del Estado irlandés.Uno de sus hijos fue profesor de inglés en Santiago de Compostela por cuatro años; durante ese tiempo lo visitó y veraneó en Porto do Son.En 2018 recitó poesía de Martín Codax junto a Carlos Núñez, traducida del gallego-portugués al gaélico.